# Frédérique Charlaix
Frédérique Charlaix, aussi appelée Marguerite Charlaix, née Marguerite Frédérica Morcel le 11 octobre 1881 à Lyon et morte dans la même ville le 19 mai 1939, est une peintre française lyonnaise.

## Biographie

### Jeunesse et famille
Marguerite Frédérica naît à Lyon en 1881, fille naturelle de Marie Clotilde Morcel, couturière. Dix ans plus tard, sa mère épouse Félix Joseph Charlaix, ingénieur civil, dont Marguerite adoptera le nom. Le couple donne naissance à un garçon, Léon, l'année suivante,. 

### Carrière
Frédérique Charlaix est l'élève de Jean-Louis Loubet et du graveur sur bois Robert Barriot. Elle expose au salon d'automne de Lyon de 1919 à 1928. Elle expose ensuite au salon du sud-est à partir de 1933. En 1940, peu après sa mort, le salon fait une rétrospective de ses œuvres. 